# Bracon laticarinatus
Bracon laticarinatus är en stekelart som beskrevs av Cameron 1886. Bracon laticarinatus ingår i släktet Bracon och familjen bracksteklar. Inga underarter finns listade.